# Histmag
Histmag – portal internetowy poświęcony tematyce historycznej. Jeden z głównych serwisów tego typu w Polsce, istniejący od października 2001 roku.
Początkowo funkcjonował w formie miesięcznika internetowego, jako czasopismo poświęcone szerokiej tematyce historyczno-społeczno-kulturalnej. Obecnie stanowi serwis ściśle historyczny, skupiający się na popularyzacji wiedzy historycznej, publikacji artykułów naukowych i popularnonaukowych oraz integracji społeczności osób zainteresowanych tematyką historyczną.

## Historia
Założycielem i pierwszym redaktorem naczelnym Histmaga był Michał Świgoń. Od października 2001 do września 2006 roku ukazały się 54 numery pierwszej serii. Od października 2006 do maja 2007, pod nazwą „Histmag.org”, wydanych zostało osiem numerów drugiej serii, zarejestrowanej jako oficjalny tytuł prasowy wydawany przez i-Press. Następnie miesięcznik przekształcony został w aktualizowany na bieżąco wortal internetowy.
Pierwotnie w skład redakcji wchodziły trzy osoby. Liczba ta na przestrzeni pięciu lat wzrosła do około 25, w tym pięciu członków redakcji merytorycznej. Przez pierwsze lata działalności magazyn podejmował kwestie zarówno historyczne, jak również dotyczące szeroko rozumianych zagadnień kulturalnych. W styczniu 2008 roku ze stanowiska redaktora naczelnego ustąpił Michał Świgoń. Jego miejsce zajął Roman Sidorski, należący do redakcji od początku istnienia pisma (wortalu). W efekcie tej zmiany linia tematyczna serwisu została przesunięta w stronę znacznie ściślejszego zainteresowania tematyką historyczną i okołohistoryczną. Zlikwidowany został również dział społeczno-kulturalny redakcji.
W lipcu 2008 roku redaktorem naczelnym został Kamil Janicki, utworzono również trzyosobowy zarząd. Wraz z tą zmianą wortal został przekształcony w serwis codzienny. W kolejnych miesiącach popularność serwisu stopniowo wzrastała, by podwoić się wraz z końcem sierpnia i przekroczyć poziom 100 000 unikalnych użytkowników w marcu 2009 roku. W Histmagu pojawiły się m.in. stałe rubryki i kalendarz imprezowy. W 2010 na stanowisko redaktora naczelnego wrócił Świgoń.
W 2011 nastąpiła zmiana wydawcy. Wydawnictwo i-press zostało zastąpione przez specjalnie w tym celu założone przez Michała Świgonia wydawnictwo Promohistoria. Świgoń od tej pory zajął się wydawaniem portalu, a redaktorem naczelnym został Michał Przeperski.
W 2011 roku rozpoczęła się rozprawa Histmaga przed sądem w sprawie prowadzenia przez portal rzekomo nielegalnej zbiórki publicznej. W 2012 sąd przyznał rację argumentom portalu, a wydawca został uniewinniony.
W 2014 roku doszło do zmiany redaktora naczelnego, Michała Przeperskiego zastąpił Przemysław Mrówka.
W 2017 w skład redakcji merytorycznej wchodzili m.in.: Maciej Zaremba (redaktor naczelny), Michał Świgoń (wydawca), Michał Przeperski, Przemysław Mrówka, Paweł Czechowski, Tomasz Leszkowicz, Paweł Rzewuski, Sebastian Adamkiewicz, Piotr Olejarczyk, Bożena Pierga, Michał Turajski. W 2019 roku redaktorem naczelnym została Magdalena Mikrut-Majeranek.
Od 2006 roku „Histmag” opublikował artykuły autorstwa ponad półtora tysiąca osób.

## Publikacje i autorzy
W Histmagu opublikowano dotychczas ponad 20 tys. tekstów, z których większość jest dostępnych z poziomu obecnego wortalu za pośrednictwem rozbudowanego katalogu tekstów historycznych, publicystycznych i recenzji. Autorami są przede wszystkim historycy i studenci historii, pracownicy naukowi i dziennikarze. Dużą grupę stanowią absolwenci politologii. Także w składzie redakcji przeważają osoby z wykształceniem historycznym, choć wśród publicystów występują przedstawiciele około 40 dyscyplin naukowych. Preferowane są teksty popularnonaukowe, informacyjne i recenzje. Wortal publikuje również referaty z sesji historycznych i prace o charakterze ściślej naukowym.
Na łamach Histmaga pisali m.in. prof. Maciej Bernhardt, prof. Artur Kijas, dr Andrzej Korytko, Robert Kostro, dr Adam Krawczyk, prof. Andrzej Nowak, prof. Lawrence Peskin, dr Dariusz Wierzchoś.

## Działalność
Jednym z zakresów działalności wortalu jest popularyzacja nauk historycznych. W tym celu organizuje on m.in. coroczny Turniej Historyczny (od 2002). Wiosną 2006 roku odbył się także konkurs „W 50 dni dookoła Europy” relacjonowany m.in. przez TVN24. Jego organizacji patronowało kilka ambasad krajów europejskich. Obecnie konkursy historyczne organizowane są w każdym miesiącu we współpracy z wydawnictwami historycznymi.
Od 2011 roku Histmag wraz z portalem literackim Granice.pl organizuje plebiscyt „Historia zebrana. Konkurs i plebiscyt na najlepszą książkę historyczną”. Jego celem jest wybór najlepszych publikacji historycznych w poszczególnych latach. Plebiscyt odbywa się w półrocznych edycjach. Wyboru dokonują internauci i jury, składające się z: redaktorów naczelnych obydwu serwisów, publicystów historycznych, naukowców i doświadczonych recenzentów książek. Najlepsza książka wybierana jest w trzech kategoriach: W rolach głównych (najlepsze biografie lub wspomnienia), Okiem badacza (najlepsze książki historyczne wyposażone w aparat naukowy) i Historia niebanalna (publikacje popularnoanukowe). W edycji plebiscytu w I połowie 2014 roku oddano 3000 głosów.
W 2011 Histmag zorganizował akcję „Polećmy książki premierowi”. Internauci wybrali książki, które następnie zostały przekazane przez ówczesnego redaktora naczelnego Michała Świgonia Prezesowi Rady Ministrów Donaldowi Tuskowi podczas drugiej edycji Warszawskich Targów Książek w maju 2011. Pełna lista wręczonych książek:
- Biblia
- Polityka Arystotelesa
- Makbet Williama Szekspira
- Biesy Fiodora Dostojewskiego
- Losy dobrego żołnierza Szwejka czasu wojny światowej Jaroslava Haška
- Cesarz Ryszarda Kapuścińskiego
- Przypadek Adolfa H. Érica-Emmanuela Schmitta
- Świat finansjery Terry`ego Pratchetta
- Sztuka wojenna Sun Zi
- Protokół dyplomatyczny i ceremoniał państwowy II RP Janusza Sibory[9].

Histmag patronuje także konferencjom, wydawnictwom książkowym i inicjatywom historycznym. Serwis stale współpracuje z większością polskich wydawnictw publikujących książki historyczne oraz z organizacjami takimi jak Polskie Towarzystwo Historyczne czy Fundacja Karta.
Celem Histmaga jest zainteresowanie historią osób o różnych pasjach, co przejawia się w dawnym motcie wortalu – Nie tylko dla humanistów. Oprócz organizacji konkursów i spotkań, wortal stara się integrować społeczność miłośników historii.
Dodatkowo, w treści artykułów istotny nacisk jest kładziony na tematykę popularnonaukową i analizę przejawów historii we współczesnym świecie – w mediach, polityce i życiu codziennym. O popularyzatorskiej działalności Histmaga informował m.in. magazyn „Mówią Wieki”, trzeci program Polskiego Radia, a także Gazeta Wyborcza, liczne media regionalne i internetowe.

## Popularność
W 2013 roku wortal odnotował 3,4 miliona odsłon generowanych przez ponad 1,3 miliona różnych adresów IP. W 2018 roku odnotowano prawie 3 miliony użytkowników i 9,1 miliona odsłon. Histmag należy do największych mediów historycznych w Polsce. Miesięcznie portal odwiedza średnio prawie 150 tysięcy unikalnych użytkowników.

## Działalność wydawnicza i okołowydawnicza
W czerwcu 2009 roku "Histmag" wydał swoją pierwszą publikację książkową – Źródła nienawiści. Konflikty etniczne w krajach postkomunistycznych pod redakcją Kamila Janickiego. Publikacja ukazała się we współpracy z warszawskim wydawnictwem IW Erica. Informowały o niej liczne media regionalne i ogólnopolskie np. Radio TOK FM, „Mówią Wieki”, "TVN24.pl" czy kwartalnik „Karta”. Książka stała się podręcznikiem akademickim na kilku polskich uczelniach. W listopadzie 2009 r. ukazała się druga pozycja „Histmaga” – Z Miodowej na Bracką. Opowieść powstańca warszawskiego stanowiąca zapis wspomnień prof. Macieja Bernhardta z czasów II RP i okupacji niemieckiej lat 40 XX w.. Od 2012 Histmag wydaje również książki w wersji elektronicznej (e-booki). Do połowy 2019 roku ukazało się siedem papierowych książek oraz 42 e-booki.